# Hermann Graedener (Komponist)

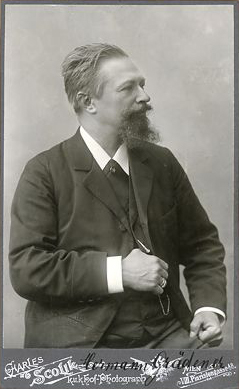
Hermann Graedener in Wien, fotografiert von Charles Scolik

Hermann Otto Theodor Graedener (* 8. Mai 1844 in Kiel, Dänischer Gesamtstaat; † 18. September 1929 in Wien) war ein deutsch-österreichischer Komponist.

## Leben
Hermann Graedener wuchs in Hamburg auf. Er wurde von seinem Vater, dem Komponisten Carl Grädener, ausgebildet. Als dieser 1862 an das Konservatorium in Wien berufen wurde, ging Hermann Graedener mit ihm dorthin. Hier erhielt er im selben Jahr eine Stelle als Organist an der Lutherischen Stadtkirche in Wien. Ab 1864 war er Violinist des Hoforchesters. Er blieb weiter in Wien, als sein Vater 1865 die Stadt wieder verließ. Von 1877 bis 1913 unterrichtete er Musiktheorie am Konservatorium. An der Wiener Universität unterrichtete er ab 1899 Harmonielehre und Kontrapunkt. Zwischen 1892 und 1896 wirkte er zudem als Dirigent der Wiener Singakademie. Er zählte zum Freundeskreis um Johannes Brahms.
Er komponierte zwei Opern, zwei Sinfonien, eine Lustspielouvertüre, das Chorwerk „Der Spielmann“ (mit Solo-Violine), ein Klavierkonzert, je zwei Violin- und Cellokonzerte, kammermusikalische Werke, darunter ein Streichoktett, zwei Streichquartette, zwei Klavierquintette, zwei Klaviertrios, eine Violinsonate, eine Sonate für zwei Klaviere, Klavierstücke und Lieder.
Im Jahr 1960 wurde in Wien-Floridsdorf (21. Bezirk) die Grädenergasse nach ihm benannt und 2003 der Graedenerweg.
Hermann Graedener ist der Vater des gleichnamigen österreichischen Schriftstellers Hermann Graedener.

## Werke (Auswahl)
Die Wienbibliothek im Rathaus besitzt mit der Sammlung Hermann Grädener – Carl Georg Peter Grädener den Nachlass Hermann Graedeners. Er besteht aus dreiunddreissig Inventarnummern, die in dreizehn Archivboxen aufbewahrt werden. Sie enthält Werke, Briefe, Lebensdokumente und Sammlungen von Musikalien. Darunter befinden sich unter anderem  die im Folgenden aufgeführten Werke.

### Werke mit Opuszahl
- Klaviertrio Nr. 1 op. 1, Theodor Sack, Graedeners Onkel gewidmet, Fritz Schuberth, Hamburg I Allegro II Andante III Finale. Allegro non troppo[Digitalisat 1]
- Drei Impromptus für Klavier zu vier Händen op. 2, Fritz Schuberth, Hamburg
- Vier Impromptus für Klavier zu vier Händen op. 3, Heinrich IV. Fürst Reuss-Köstritz gewidmet, Fritz Schuberth, Hamburg[Digitalisat 2]
- Capriccio für Orchester op. 4, Pohle, Hamburg OCLC 254451815
  - Fassung für Klavier zu vier Händen.[Digitalisat 3]

- Stimmungen, sechs Klavierstücke op. 5, in drei Heften, J. P. Gotthard, Wien, 1871. Heft 1 OCLC 1009902222 Heft 2 OCLC 1009902238, Heft 3 OCLC 1009902243

- Quintett für Pianoforte, zwei Violinen, Viola und Violoncell op. 6, Fr. Kistner, Leipzig, um 1872[5]
- Fünf Duette für Sopran und Tenor mit Pianofortebegleitung op. 7[6]

- Vier Lieder für Tenor oder Sopran mit Klavierbegleitung op. 8, J. P. Gotthard, Wien, um 1873 OCLC 1035626179
- Fünf Intermezzi für Violine und Klavier op. 9, Leipzig, 1880 OCLC 637409848
- Sieben Lieder für eine Altstimme und Klavierbegleitung op. 10[7]

- Oktett für vier Violinen, zwei Bratschen und zwei Violoncelli C-Dur op. 12, Wedl, Wiener Neustadt, 1881 OCLC 982117630
- Sinfonietta op. 14

- Sechs Lieder für Tenor oder Sopran mit Begleitung des Pianoforte op. 15[8]
- Sonate für Violine und Klavier op. 16
- Sechs Lieder für Tenorbariton oder Mezzosopran mit Clavierbegleitung op. 17
- Quintett No. 2 c-moll für Pianoforte, zwei Violinen, Viola und Violoncell op. 19[9]
- Klavierkonzert op. 20
- Sinfonie Nr. 1 h-moll op. 21
- Violinkonzert Nr. 1 D-Dur op. 22, 1890 Ondracek Das Werk wurde zwischen dem 15. und 18. Juni 2018 im House of Records in Kiew von der Violinistin Karen Bentley Pollick und dem Nationalen Sinfonieorchester der Ukraine unter der Leitung von Gottfried Rabl eingespielt und ist beim Label Toccata Classics erschienen.
- Quintett für zwei Violinen, Bratsche und zwei Violoncelli op. 23, David Popper gewidmet

- Klaviertrio Nr. 2 d-moll op. 25 OCLC 1035626486
- Fünf Lieder für eine Singstimme mit Pianofortebegleitung op. 27 II  Was murmelt der Bach? III Horch auf, mein Lieb!
- Eine Lustspiel-Ouverture für Orchester op. 28, Niels Wilhelm Gade gewidmet
- Der wandernde Musikant, Text: Joseph von Eichendorff. Lied im Balladenton op. 29
- Vier Lieder für mittlere Stimme mit Klavierbegleitung op. 30, Eduard Gärtner gewidmet, ins Englische übersetzt von Virginia Woods Morgan.Adolf Fürstner, Berlin. 1891/92[10] II Frage. Text: Julius Wolff IV Lass mich dir sagen, lass mich dir singen. Text: Julius Wolff
- Streichquartett d-moll op. 33[11]

- Fünf Lieder für hohe Stimme op. 34 OCLC 78514885 I Der Gärtner, Text: Eduard Mörike II Zum Abend, Text: Hermann Kletke III Wen steht das Kränzchen ? Text: Josef Wenzig IV  O lass dich halten goldne Stunde, Text: Otto Roquette V Nun will ich mit dem reinsten Klang, Text: J. Wolff
- Sonate c-moll für Klavier und Violine op. 35, David Kahn-Speyer gewidmet
- Lieder op. 37. II Klare Quelle IV Mit den zieh’nden Schwänen

- Vier Lieder für eine mittlere Singstimme mit Pianofortebegleitung, op. 38, Breitkopf & Haertel, Leipzig[12] I Das erste Stelldichein II Welle, blanke Welle. Text: Karl Lemcke III Das Lebewohl

- Streichquartett Nr. 2 D-Dur op. 39 OCLC 1062123333
- Der Spielmann. Rhapsodie für gemischten Chor, Sologeige und großes Orchester op. 40, Text: Emanuel Geibel.
- Violinkonzert Nr. 2 d-moll op. 41, 1905. Das Werk wurde zwischen dem 15. und 18. Juni 2018 im House of Records in Kiew von der Violinistin Karen Bentley Pollick und dem Nationalen Sinfonieorchester der Ukraine unter der Leitung von Gottfried Rabl eingespielt und ist beim Label Toccata Classics erschienen.
- Johannes Wittenborg. Ballade für gemischten Chor, Soli und großes Orchester. Op. 42 Text: Emanuel Geibel
- Sechs Lieder für Gesang und Klavier op. 44
- Cellokonzert Nr. 1 op. 45
- Cellokonzert Nr. 2 op. 47
- O, mein Vaterland, Text: Gerhart Hauptmann. Hymne für Männerchor, gemischten Chor und großes Orchester. Op. 49
- Vater unser. Hymne für vierstimmigen Frauenchor, vierstimmigen Männerchor und großes Orchester. Op. 51, 1914, Kaiser Franz Joseph I. gewidmet.

### Werke ohne Opuszahl

#### Opern und Oratorien
- König Rother. Komische Oper in 3 Akten
- Legende der heiligen Zita, Opern-Oratorium in vier Akten, 1918. Graedener widmete das Werk Kaiserin Zita.[13]
- Der Richter von Zalamea, Oper in drei Akten

#### Werke für Orchester
- Sinfonie Nr. 2 c-moll
- Märchenklänge
- Thema mit Variationen und Fuge für Orgel und Streichorchester, Trompeten und Pauken
- Nocturno für Klavier und Orchester
- Thema mit Variationen für Violoncello und Orchester
- Trauerspiel-Ouvertüre

#### Chormusik
Im Nachlass Hermann Graedeners befindet sich eine diverse Zahl an Werken für Chöre in verschiedenen Besetzungen, darunter folgende Auswahl:
- Hebe die Stimme. Für gemischten Chor und Orchester
- Totentanz. Für gemischten Chor und Orchester
- Chorgesang für kleinen Chor und kleines Orchester, Text: Hermann Lingg
- Die Meere, Text: Wilhelm Müller. Rhapsodie für Männerchor mit Soloquintett und Orchester
- Für uns für vierstimmigen Frauenchor. Text: Isolde Kurz
- Abschied  für vierstimmigen gemischten Chor. Text: Ludwig Uhland
- Im Walde für gemischten Chor a cappella. Text: Hermann Graedener.
- Klage um den kleinen Jacob für vierstimmigen gemischten Chor, Text: Moritz Arndt
- Mailied für vierstimmigen gemischten Chor, Text: Hilde la Harpe Hagen
- Nacht für vierstimmigen gemischten Chor, Text: Joseph von Eichendorff
- Scherz für vierstimmigen gemischten Chor. Text; Moritz Arndt

#### Vokalmusik
- Drei heitere Lieder für Tenor mit Orchesterbegleitung. Text: Julius Wolff I Zum Gruß, II Die Lieder III Gefangen
- Erwach’ ich aus dem Traum für Singstimme und Orchester. Text: Stefan George
- Ein leises fernes Rauschen. Lied mit Orchester
- Aurora lucis rutilat für Altsolo mit Orgelbegleitung

#### Kammermusik
- Menuett für zwei Oboen, Klarinette, zwei Hörner und Fagott
- Klavierquintett a-moll, 1859
- Klavierquintett d-moll, 1863
- Streichquartett E-Dur
- Streichquartett d-moll
- Streichquartett Nr. 3 a-moll
- Andante für Violin und Klavier d-Moll
- Thema und Variationen für Violine und Klavier
- Impromptu in ungarischer Weise für Klavier und Violine

#### Klaviermusik
- Drei Fugen für Pianoforte zu vier Händen, 1869 I c-Moll II e-Moll III a-Moll
- Thema und Variationen in g-Moll für Klavier zu vier Händen, 1883
- Zwei Märsche, Andante und Scherzo für’s Klavier zu 4 Händen, Theodor Avé-Lallemant gewidmet
- Sonate A-Dur für Klavier zu vier Händen
- Allegretto, Im Ländlertempo und Andante con moto für Klavier zu zwei Händen
- Gavotte g-Moll für Klavier zu zwei Händen

#### Orgelmusik
- Präludien

## Digitalisate
1. ↑  Klaviertrio Nr. 1 op. 1 als Digitalisat beim IMSLP
2. ↑  Vier Impromptus op. 3 als Digitalisat beim IMSLP
3. ↑  Capriccio op. 4 als Digitalisat beim IMSLP